# Station Friesach
Station Friesach is een spoorwegstation in de stad Friesach in de Oostenrijkse deelstaat Karinthië.